# Pierre Nguyên Van Nhon
Pour les articles homonymes, voir Nguyên.
Pierre Nguyên Van Nhon, né le 1er avril 1938 à Đà Lạt, alors en Indochine française, est un prélat catholique vietnamien, archevêque d'Hanoï du 13 mai 2010 au 17 novembre 2018, cardinal depuis février 2015.

## Biographie

### Prêtre
Pierre Nguyên Van Nhon est ordonné prêtre le 21 décembre 1967 pour le diocèse de Da Lat. 

### Évêque
Nommé évêque coadjuteur du diocèse de Da Lat le 11 octobre 1991, il reçoit la consécration épiscopale le 3 décembre suivant par Barthélémy Nguyên Son Lâm, évêque de Đà Lạt. Il succède à ce dernier sur le siège épiscopal le 23 mars 1994. 
Le 22 avril 2010, il est nommé archevêque coadjuteur d'Hanoï et succède à Joseph Ngô Quang Kiêt dès le 13 mai suivant.  
De 2007 à 2013, il est président de la conférence épiscopale du Viêt Nam. 

### Cardinal
Il est créé cardinal le 14 février 2015 par le pape François, en même temps que dix-neuf autres prélats,. Il reçoit alors le titre de San Tommaso Apostolo.
Il atteint la limite d'âge le 1er avril 2018, ce qui l'empêche de participer aux votes du conclave de 2025 (élection de Léon XIV).